# 마닝카어
마닝카어(Maninka) 또는 말링케어(Malinke)는 만데어족에 속하는 만딩어의 동남부 방언들로 이루어진 언어 또는 방언군이다. "마닝카"라는 이름이 다른 방언에도 사용되기 때문에 정확히 동부 마닝카어라고 특정하여 부르기도 한다. 기니 등에 거주하는 말링케족의 모어이며 특히 상기니(Upper Guinea)에서 310만 명의 사람이 사용한다. 밀접한 관계의 언어인 밤바라어가 국어로 지정된 말리에도 많은 사용자가 분포하며 이외에 공식 지위는 없지만 라이베리아, 세네갈, 시에라리온, 코트디부아르의 일부 지역에서도 사용된다. 중세의 말리 제국에서 궁정 언어이자 행정 언어로 사용되었다.

## 같이 보기
- 만딩카어